# Steinheim an der Murr
Steinheim an der Murr är en stad i Landkreis Ludwigsburg i regionen Stuttgart i Regierungsbezirk Stuttgart i förbundslandet Baden-Württemberg i Tyskland.
Kommunen ingår i kommunalförbundet Steinheim-Murr tillsammans med kommunenMurr.